# Kathedrale der Geburt der seligen Jungfrau Maria (Breslau)

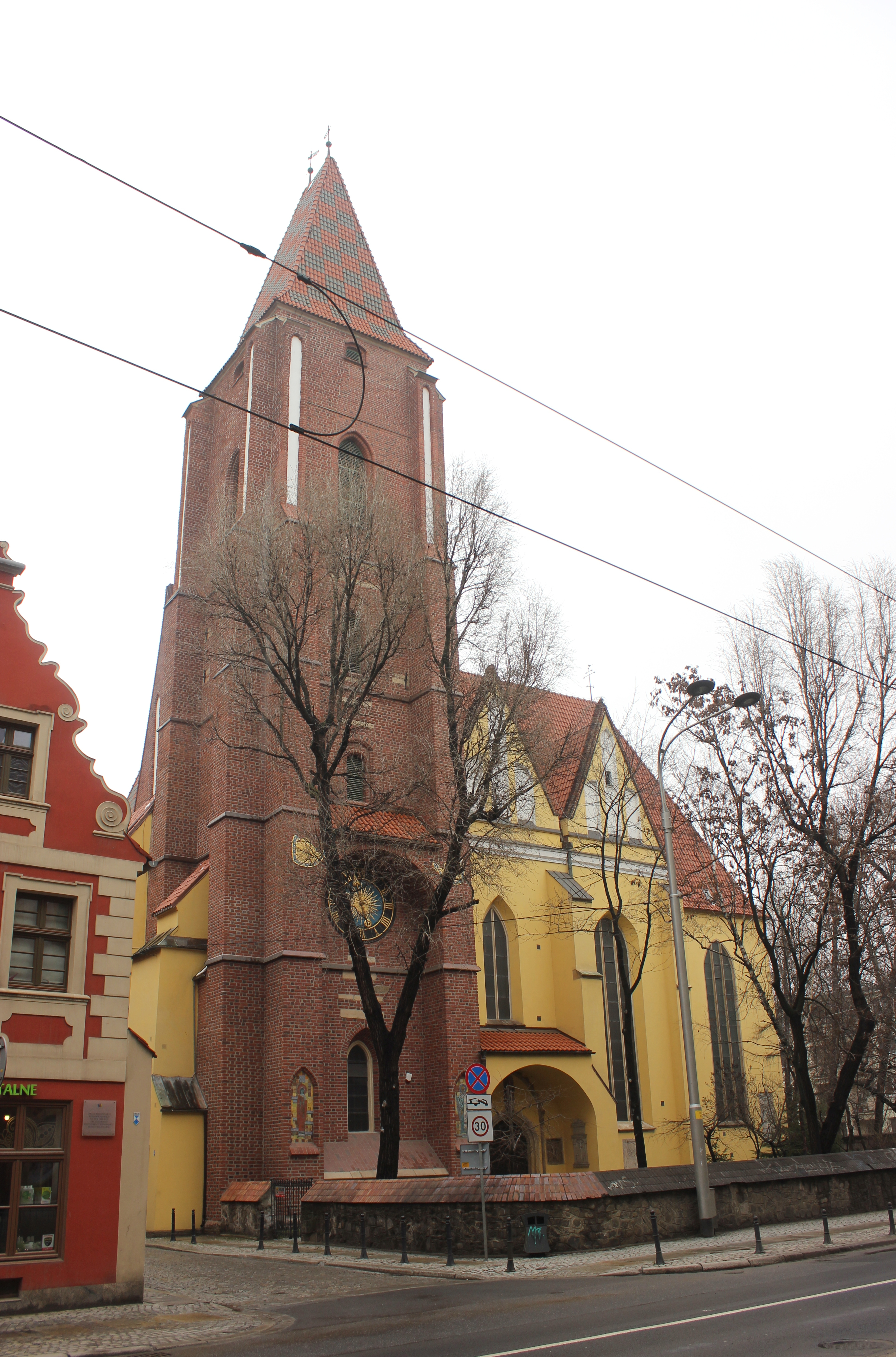
Ansicht der Kirche im Jahr 2016

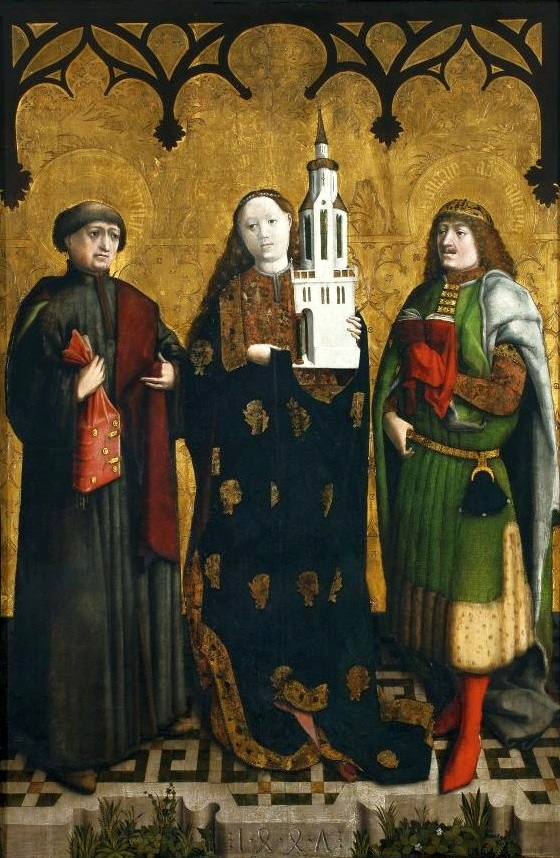
Mittelteil des St.-Barbara-Altars (Ausschnitt)

Die Kathedrale der Geburt der seligen Jungfrau Maria, früher Barbarakirche (polnisch Sobór Narodzenia Przenajświętszej Bogurodzicy) in der ul. św. Mikołaja 40 (Nikolaistraße) in Breslau (Wrocław)  geht auf eine im Jahre 1286 errichtete Friedhofskapelle zurück. Im 15. Jahrhundert wurde sie erweitert und im spätgotischen Stil umgebaut. 1488 wurde hier der schlesische Piastenherzog Wenzel von Sagan beigesetzt. Von 1525 bis 1945 war die Kirche evangelisch. Von 1741 bis 1920 wurde sie als Garnisonkirche genutzt.
Die Kirche war ungewöhnlich reich mit Schnitzereien, Wand- und Deckenbemalungen ausgeschmückt. An der südlichen Außenseite der Kirche befand sich ein Standbild der Heiligen Barbara. Ein besonderes Meisterwerk der Spätgotik war das farbige Altargemälde der Barbarakirche, dessen Mittelteil erhalten ist und sich heute im polnischen Nationalmuseum in Warschau befindet. Die Flügel des Altars sind seit 1945 verschollen.
Das Kirchengebäude wurde zu Ende des Zweiten Weltkriegs bei der Schlacht um Breslau schwer beschädigt. Die evangelische Kirchengemeinde wurde nach dem Kriegsende enteignet. Danach wurde die Kirche wieder aufgebaut und 1963 an die polnisch-orthodoxe Gemeinde übergeben.

## Kließelseeger

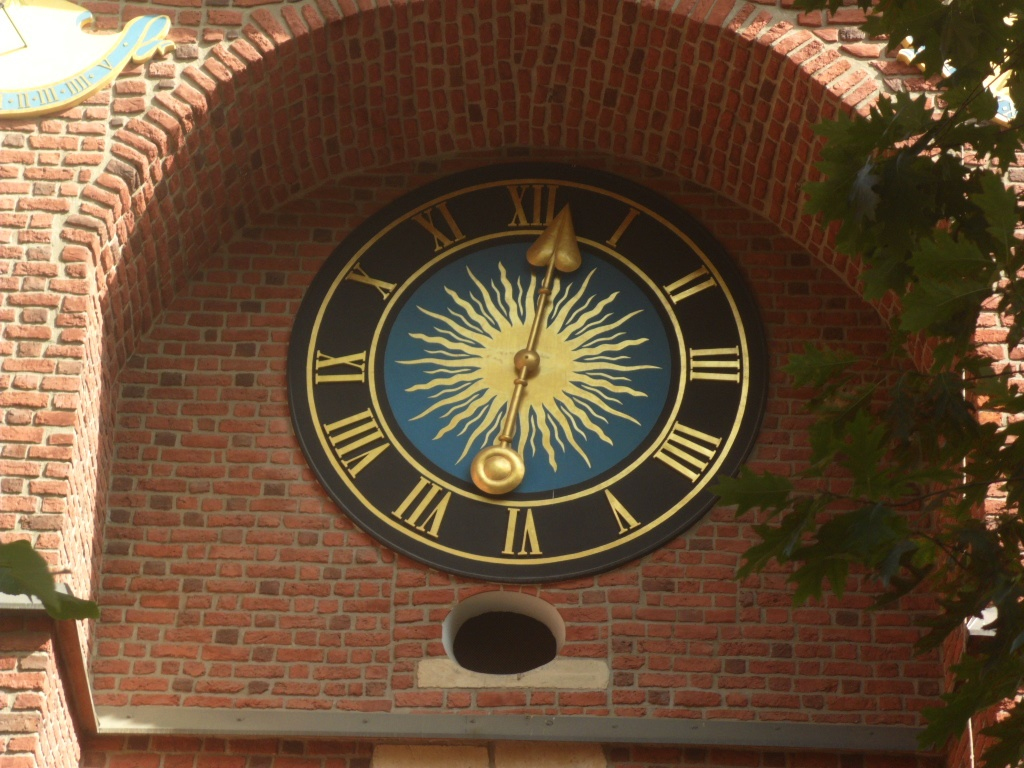
Kließelseeger

Die Barbarakirche hat einen massiven Glockenturm. Wann er mit einer Uhr versehen worden ist, ist nicht bekannt; desto mehr aber deren divergierender Character gegen die andern Stadtuhren. Denn als am 24. Juni 1580 diese nach dem halben Seiger schlugen, blieb die Barbarauhr bis zum 26. Dezember 1606 trotzig bei der alten Einrichtung, und man weiß nicht, nach welchem Herkommen sie bis Heute stets um 5 bis 10 Minuten früher als die Rathausuhr schlägt. Die Breslauer Volksmundart nennt sie den Kließelseeger (auf Deutsch Klößeseiger), indem sie behauptet, dass, wenn die Hausfrau mit dem Schlage der Barbarakirche die Klöße einlegt, sie vollkommen abkochen, bis die Rathausuhr Mittag schlägt.